# Cyclodorippoida
Cyclodorippoida là nhóm cua, được xếp như một nhánh động vật (section). Nó chứa các siêu họ như Cyclodorippoidea với 3 họ Cyclodorippidae, Cymonomidae và Phyllotymolinidae.